# سهم جنسي

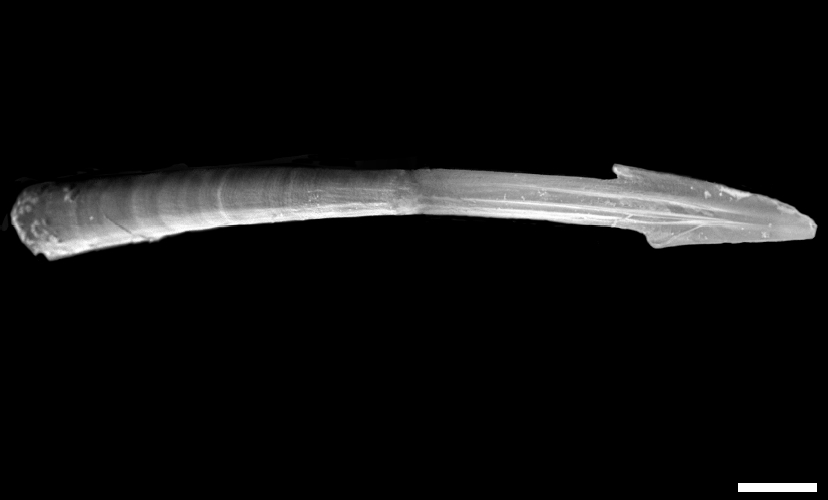
صورة مجهر إلكتروني ماسح جانبية لسهم جنسي من إنتاج حلزون بري. خط المقياس (أبيض) هو 500 نم أي (0.5 مم).

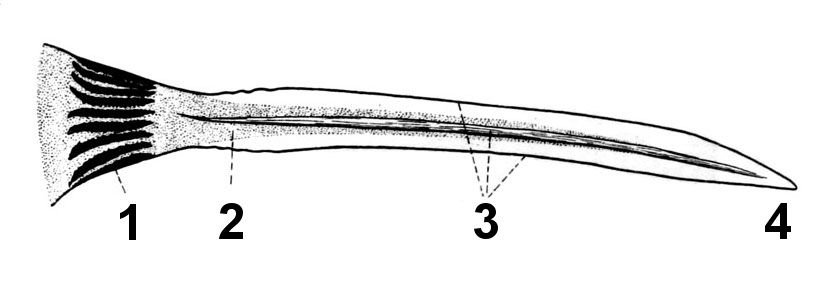
رسمة تظهر رؤية جانبية لسهم جنسي للحلزون الكرمي
1 = جذر السهم المتوهج
2 = موقع الجوف الداخلي
3 = شريان وأوردة طوليان
4 = قمة السهم الحادة

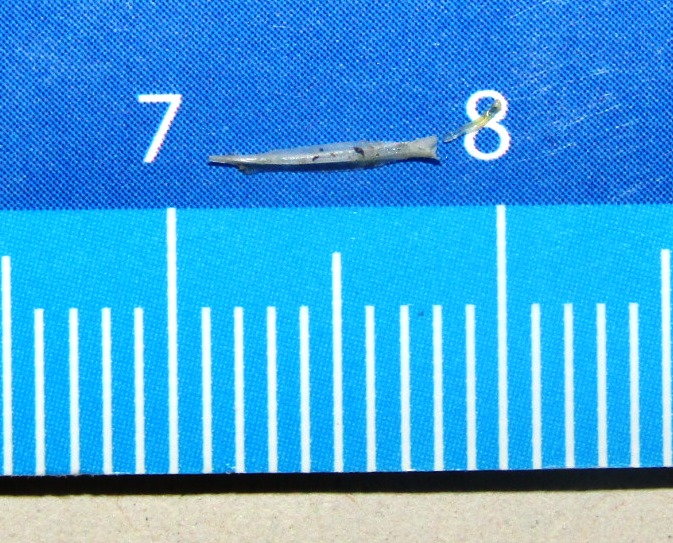
سهم جنسي لحلزون من نوع حلزون الحدائق على مسطرة لتبيين حجمه (7 مم).

السهم الجنسي هو سهم من كربونات الكالسيوم أو الكيتين ينتجه بعض أنواع الحلزون البري والبزاق الثنائية الجنسية. إن السهم الجنسي يصنع في حيوانات ناضجة فقط، ويستخدم في مراحل المغازلة قبل حدوث التزاوج الحقيقي. الأسهام هي كبيرة بالنسبة لحجم الحيوان، وصولا إلى 20٪ طوله.
إجراء استخدام السهم الجنسي نوع من الاصطفاء الجنسي. يحاول كل من الحلزونين «إطلاق» سهم واحد أو أكثر على الآخر قبل حدوث التزاوج. لا يوجد جهاز لإقبال السهم، فتقديم السهم هو بالفعل مثل الطعن أو إطلاق السهم، إلا أن السهم لا يطير في الهواء.
السهم الجنسي ليس مرودا قضيبيا (بمعنى آخر فهو ليس جهازا جانبيا لتقديم المني). يتم نقل المني بين كلي الحلزونين البريين في مرحلة من مراحل التزاوج منفصلة تماما. مع ذلك إلا أن دراسات حديثة تثبت أن استخدام السهم قد يؤثر إيجابيا على النتيجة التكاثرية بالنسبة للحلزون الذي ينجح في إلصاق سهم في زوجه. هذا لأن السهم يقدم مادة تشبه الهرمون تسمح لنجاة أكثر من حيوناته المنوية.
السهم الجنسي شكله يختلف من نوع إلى نوع آخر، إلا أنه دائما قادر على الطعن كالرمح أو الإبرة.

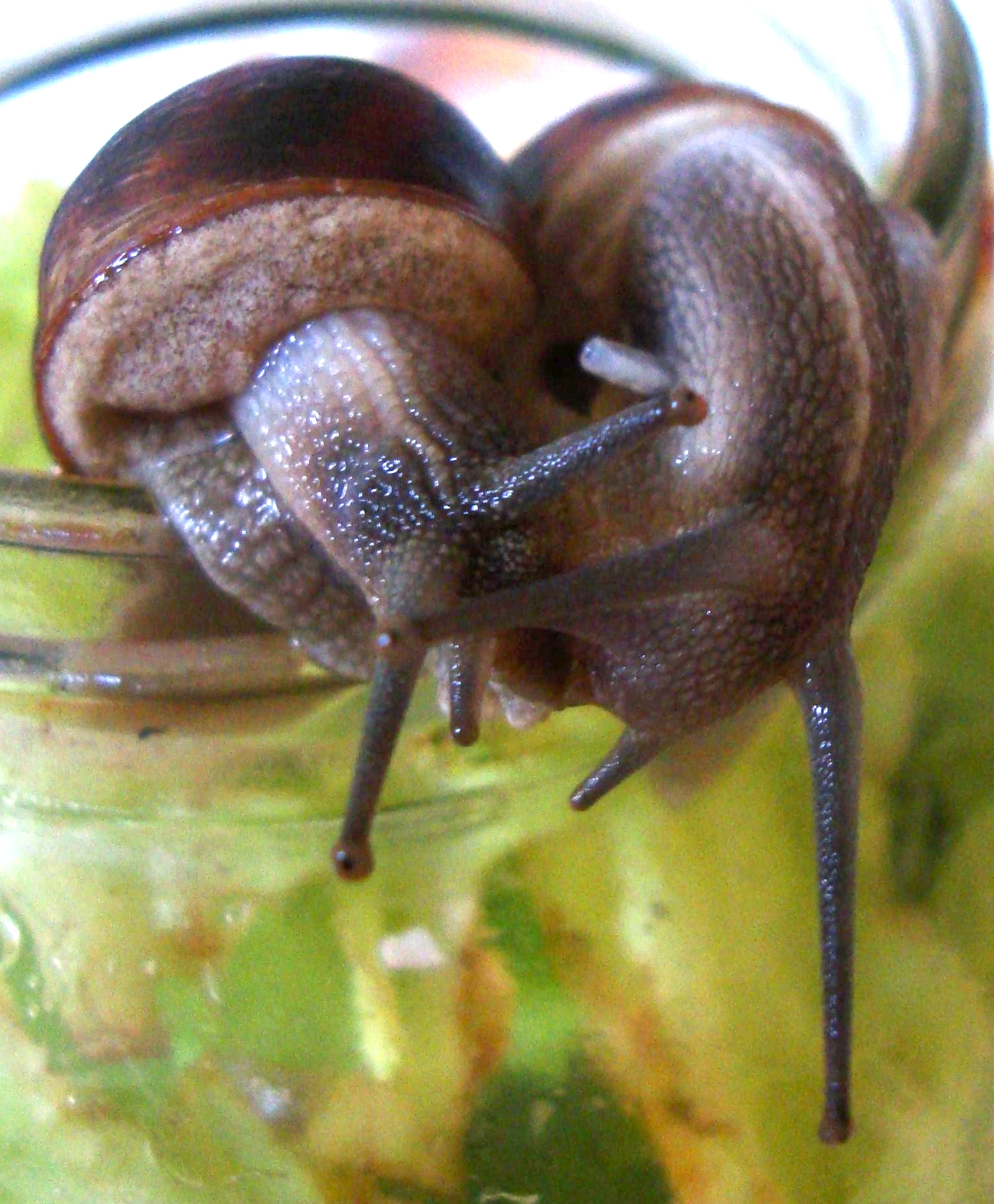
حلزونين من نوع حلزون الحدائق في عملية التزاوج. الحلزون على اليمين فيه سهم جنسي ملصق في جسمه.

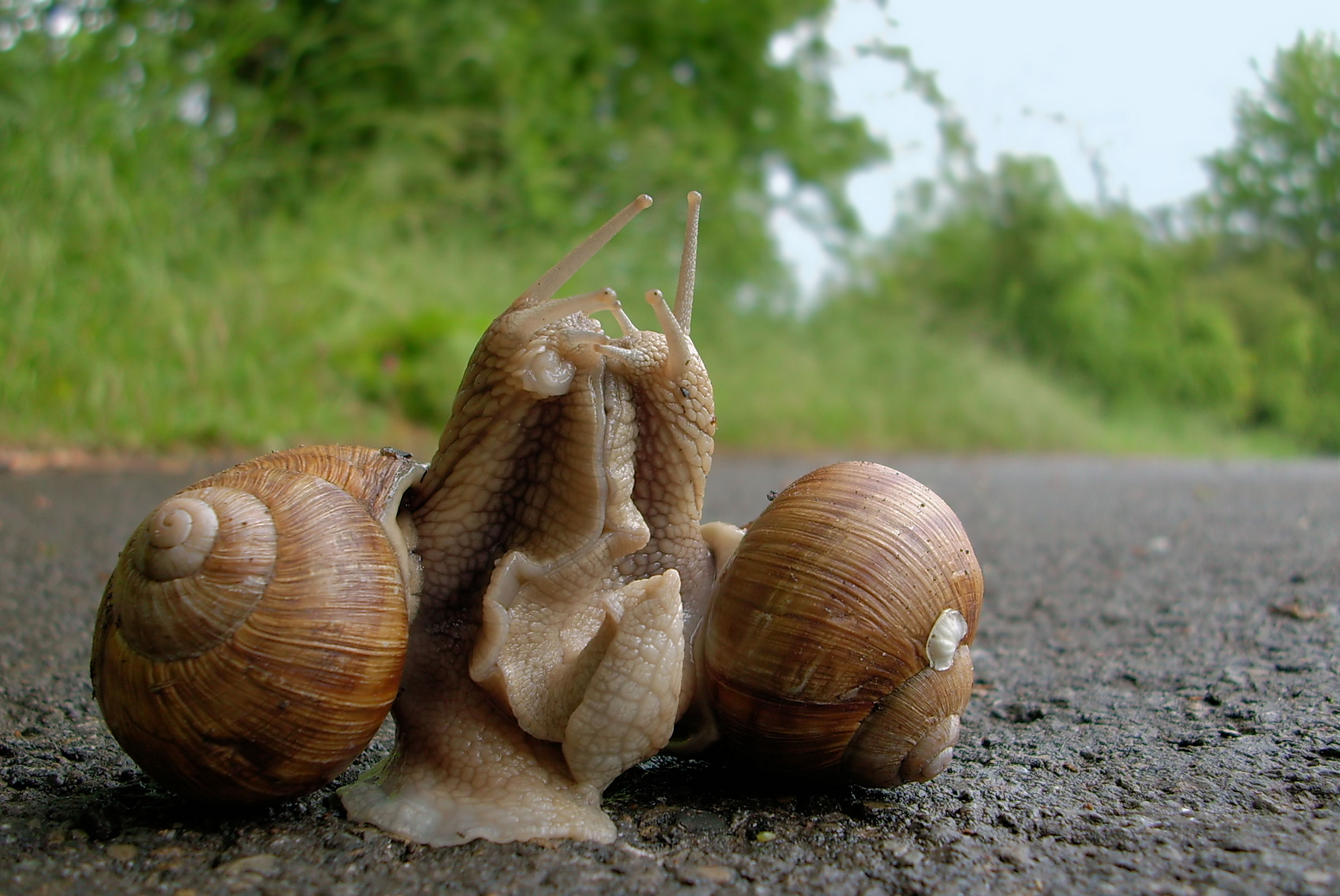
المغازلة عند الحلزون الكرمي

## صور
ملاحظة: كل من صور المجهر الإلكتروني الماسح والرسوم هي من كوين وشولنبرغ، 2005
|  |  |  |  |

|  |  |  |  |

### حلزونيات
| Shape of love dart                  | Species                                              | References           |
| ----------------------------------- | ---------------------------------------------------- | -------------------- |
|                                     | Arianta arbustorum                                   |                      |
|                                     | Cepaea hortensis (also shown in the SEM images)      |                      |
|                                     | Cepaea nemoralis                                     |                      |
|                                     | Chilostoma cingulatum (also shown in the SEM images) |                      |
|                                     | Chilostoma glaciale                                  |                      |
|                                     | Chilostoma planospira                                |                      |
|                                     | Eobania vermiculata                                  |                      |
|                                     | Helicigona lapicida                                  |                      |
|                                     | Helix aperta = Cantareus apertus                     |                      |
| (more images)                       | Cornu aspersum = Cantareus aspersus                  |                      |
|                                     | Helix lucorum                                        |                      |
| Helix lutescens                     | [ 2 ]                                                |                      |
| (another image)                     | Helix pomatia                                        | and many other works |
| Leptaxis nivosa and Leptaxis undata |                                                      |                      |
|                                     | Leptaxis erubescens (also shown in the SEM images)   | [ 7 ]                |
|                                     | Marmorana scabriuscula                               |                      |
|                                     | Marmorana serpentina                                 |                      |
|                                     | Otala lactea                                         |                      |
|                                     | Theba pisana                                         |                      |

### Elonidae
| Shape of love dart | Species | References |
| ------------------ | ------- | ---------- |
| Elona quimperiana  | [ 8 ]   |            |
| Norelona pyrenaica |         |            |

### Bradybaenidae
| Shape of love dart | Species                                             | References |
| ------------------ | --------------------------------------------------- | ---------- |
|                    | Aegista vulgivaga                                   |            |
|                    | Bradybaena similaris (also shown in the SEM images) |            |
|                    | Euhadra amaliae                                     |            |
|                    | Euhadra quaesita                                    |            |
|                    | Euhadra sandai                                      |            |
|                    | Fruticicola fruticum                                |            |

### Helminthoglyptidae
| Shape of love dart | Species                     | References |
| ------------------ | --------------------------- | ---------- |
|                    | Helminthoglypta nickliniana |            |
|                    | Helminthoglypta tudiculata  |            |
|                    | Monadenia fidelis           |            |
|                    | Polymita picta              |            |
|                    | Xerarionta kellettii        |            |

### Hygromiidae
| Shape of love dart | Species | References |
| ------------------ | --- | ---------- |
|                    | Cernuella cisalpina                                                                                        |            |
|                    | Cernuella hydruntina                                                                                       |            |
|                    | Cernuella virgata                                                                                          |            |
|                    | Helicella itala Each snail in this species has 2 darts                                                     |            |
|                    | Hygromia cinctella                                                                                         |            |
|                    | Monachoides incarnatus = Perforatella incarnata                                                            |            |
|                    | Monachoides vicinus (also shown in the SEM images)                                                         |            |
|                    | Perforatella bidentata                                                                                     |            |
|                    | Pseudotrichia rubiginosa                                                                                   |            |
|                    | Trochulus hispidus = Trichia hispida (also shown in the SEM images) Each snail in this species has 2 darts |            |
|                    | Trochulus striolatus = Trichia striolata Each snail in this species has 2 darts                            |            |
|                    | Xeromunda durieui                                                                                          |            |
|                    | Xerosecta cespitum                                                                                         |            |
|                    | Xerotricha conspurcata                                                                                     |            |

### Humboldtianidae
| Shape of love dart | Species                                                                                        | References |
| ------------------ | ---------------------------------------------------------------------------------------------- | ---------- |
|                    | Humboldtiana nuevoleonis (also shown in the SEM images) Each snail in this species has 2 darts |            |

### Ariophantidae
| Shape of love dart | Species             | References |
| ------------------ | ------------------- | ---------- |
|                    | Ariophanta laevipes | [ 9 ]      |

| Shape of love dart | Species | References |
| ------------------ | ------- | ---------- |
| Parmarion sp.      |         |            |

### Urocyclidae
Some species in this family have spiral darts, and some darts have "minute barbs pointing toward the tip".
| Shape of love dart | Species | References |
| ------------------ | ------- | ---------- |

### Vitrinidae
| Shape of love dart | Species | References |
| ------------------ | ------- | ---------- |

### Parmacellidae
Species of slugs within this family have spiral darts.
| Shape of love dart | Species | References |
| ------------------ | ------- | ---------- |

### Gastrodontidae
| Shape of love dart                  | Species                                                                                   | References |
| ----------------------------------- | ----------------------------------------------------------------------------------------- | ---------- |
| Zonitoides arboreus                 |                                                                                           |            |
| image (with darts of other species) | Zonitoides sp. (This species was probably either Z. nitidus or Z. excavatus[بحاجة لمصدر]) | [ 10 ]     |

## علاقة مع كيوبيد

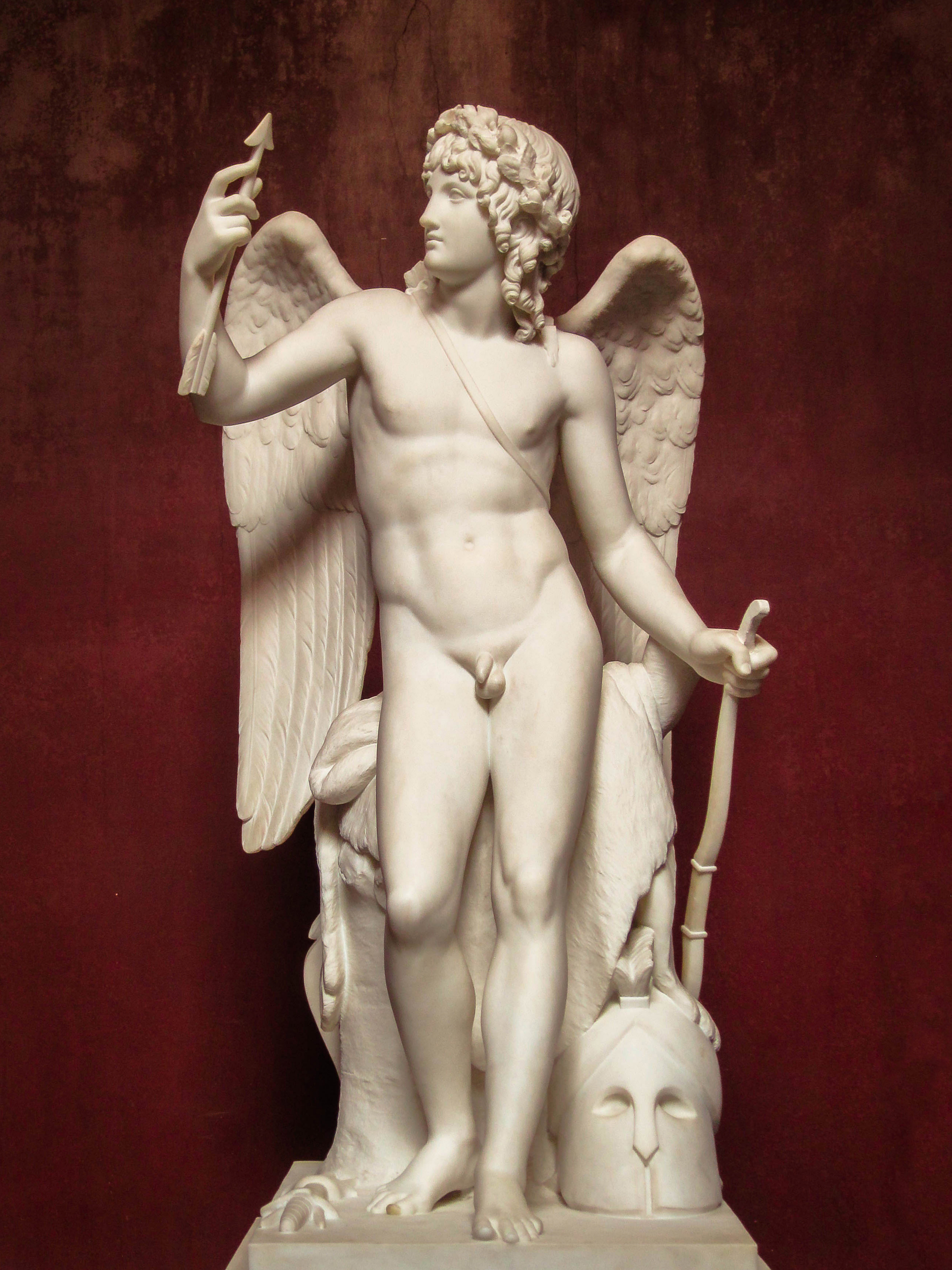
تمثال لكيوبيد للناحت بيرتل تورفالدسن

لاحظ بعض الكُتاب الموازاة بين السهم الجنسي وأسهام الإله الروماني كيوبيد، المعروف باسم إيروس في الميثولوجيا الإغريقية. قال الخبير في الرخويات رونلد تشايس من جامعة مكغيل إنه يعتقد بأن أسطورة كيوبيد وأسهامه لها أساس في نوع من الحلزون موطنه اليونان، وأضاف إلى ذلك أن الإغريق كانوا على علم بهذه التصرفات لأنهم كانوا علماء الطبيعة وبصراء.